# بورسووشچزنا
بورسووشچزنا (به لهستانی:  Borysowszczyzna) یک روستا در لهستان است که در گمینا نوژتس-ستاتسیا واقع شده‌است.